# NGC 1433
NGC 1433 (другие обозначения — ESO 249-14, AM 0340-472, IRAS03404-4722, PGC 13586) — спиральная галактика с перемычкой (SBa) и двойной кольцевой структурой в созвездии Часы.
Галактика обладает активным ядром и относится к сейфертовским галактикам.
Обнаружена релятивистская струя, истекающая из центральной чёрной дыры галактики и простирающаяся всего на 150 световых лет. Это самый маленький джет когда-либо наблюдаемый в галактике.
В центральной области галактики наблюдается интенсивное звездообразования и слабое радиоизлучение.
Этот объект входит в число перечисленных в оригинальной редакции «Нового общего каталога».
В галактике вспыхнула сверхновая SN 1985P типа II, её пиковая видимая звёздная величина составила 13,5.
Объект входит в скопление галактик Золотая рыба, а также в группы галактик 950, LDC 266, HDC 257.